# Spineda (famiglia)
Gli Spineda furono una nobile famiglia trevigiana.

## Storia
Ricordati come feudatari dell'attuale Spinea, nei pressi di Mestre, furono in seguito castellani di Breda (l'appellativo "de Cattaneis", riferito a uno dei rami, deriverebbe da capitaneus). Entrati poi nella nobiltà trevigiana (IX secolo) e imparentati con alcune delle maggiori casate locali (Rinaldi, Ravagnin, Barisani, Pola, Azzoni Avogadro), gli Spineda estesero considerevolmente il loro patrimonio e diedero numerosi politici, ecclesiastici, uomini d'arme e letterati.
Degli Spineda de Cattaneis si ricordano Ubertino V, console di Treviso che, attorno al 1180, trattò la pace con il vescovo di Feltre; Bartolomeo, nominato cavaliere aurato dall'imperatore Federico III (1489); il pittore Ascanio (1588 - dopo il 1649), che ha lasciato lavori nella chiesa di San Nicolò a Treviso e nella chiesa di Sant'Andrea a Venegazzù pala d'altare minore raffigurante "la Desolata che scende dal Calvario".
Nel 1755 un altro ramo fu ascritto al patriziato veneziano, ma sin dal 1690 aveva ottenuto il titolo comitale per i servigi offerti da alcuni membri durante la guerra di Candia e nei domini d'Oltremare.
La nobiltà di entrambe le famiglie fu confermata anche quando il Veneto passò all'Impero austriaco.
Numerose, inoltre, le proprietà. Anzitutto, va citata la residenza di Treviso, un palazzo dove, attorno al 1620, si era trasferito Gregorio Spineda (attualmente è sede della fondazione Cassamarca). Delle ville, si ricordano particolarmente quella di Venegazzù (metà del XVIII secolo) e quella di Breda (poco più tarda).
La tomba di famiglia si trovava nella chiesa, oggi scomparsa, di Santa Maria del Gesù a Treviso.